# Morten Nielsen (fodboldspiller, født 1990)
 Der er flere personer med dette navn, se Morten Nielsen (flertydig).
Morten Nielsen (født 24. februar 1990) er en dansk fodboldspiller, der spiller for Vanløse IF som angriber.
Nielsen er søn af den tidligere landsholdspiller og RSC Anderlecht-profil, Benny Nielsen og hans kone Anette. Han startede med at spille fodbold i Hundige Boldklub. Efter nogle år skiftede han til KB, hvor han spillede med på førsteholdet.
Som 16-årig var mange af de store europæiske klubber interesserede i ham, og han var til prøvetræning i flere engelske topklubber, såsom Arsenal F.C., Liverpool F.C. og Chelsea F.C. Det endte med en kontrakt hos Chelsea i sommeren 2006, hvor han kom på Chelseas Academy.
Han har endvidere spillet 26 kampe på de danske ungdomslandshold, herunder 9 kampe på U19-landsholdet.
I marts 2009 indgik Chelsea F.C. en lejeaftale med den svenske klub Landskrona BoIS om udleje af Morten Nielsen frem til sommeren 2009.  Efter dette skiftede han til hollandske AZ Alkmaar, hvor han dog ikke slog igennem, så han skiftede på fri transfer til FC Midtjylland i august 2010.